# ایان هالم
ایان هالم (انگلیسی: Ian Hallam؛ زادهٔ ۲۴ نوامبر ۱۹۴۸) دوچرخه‌سوار اهل بریتانیا است.
وی در مسابقات کشوری و بین‌المللی در مجموع برندهٔ ۲ مدال برنز شده‌است.